# Ignaz Ferdinand Arnold
Ignaz Ernst Ferdinand Cajetan Theodor Arnold (* 4. April 1774 in Erfurt; † 13. Oktober 1812 ebenda) war ein deutscher Advokat, deutscher Schriftsteller und Organist.

## Leben
Arnolds Vater war kurfürstlicher Kammerrat und Almosenkommissar in Erfurt, und wie später sein Sohn Organist an der Kirche St. Severi. Arnold studierte in Erfurt und schloss das Studium als Doktor jur. und Doktor phil. ab. Im Jahr 1800 heiratete er Maria Anna Seehuber, die Tochter des Vorstehers des Cyriakusklosters. Kurz darauf erlitt er einen Nervenzusammenbruch, der zu seiner Einweisung in eine Irrenanstalt führte. Nach seiner Entlassung studierte er noch Medizin und hielt Vorlesungen als Privatdozent.
Er verfasste, zumeist anonym, eine lange Reihe von Trivialromanen aus den Genres Geister-, Schauer-, Bundes- und Räuberroman, oft mit laszivem Inhalt. Er war ebenso als Übersetzer tätig.
Arnold war als Organist an der Ursulinenkirche und der Severikirche tätig. Er verfasste auch musikhistorische Werke, darunter die Galerie der berühmtesten Tonkünstler des 18. und 19. Jahrhunderts, die in zwei Bänden 1810 erschien.

## Werke
- Der Mann mit dem rothen Ermel. 2 Teile. 1798–1799.
- Das Bildniß mit den Blutflecken. 1800 (Digitalisat).
- Zaubereien und Wunder nebst Geisterbeschwörungen und ihrer Erscheinung. 2 Bände. 1801, Neue Auflage: 4 Bände. 1804–1805 (Digitalisat).
- als Giovanni Paesiello: Marzipilla Ripsraps, Wanderungen […] durch die Nomadenhorden des teutschen Theaters. 2 Bände. Mainz und Hamburg 1802.
- Mirakuloso, oder der Schreckensbund der Illuminaten. 1802 (Digitalisat).
- Die Nachtwandlerin oder die schrecklichen Bundesgenossen der Finsterniß. Aus den Memoires des Grafen F**** gegenwärtigen Staatsgefangenen zu S****n. 2 Bände. 1802.
- Schinderhannes, Bückler genannt, der berühmte Räuberhauptmann.  2 Teile. Erfurt, 1802
- Mozarts Geist : Seine kurze Biografie und ästhetische Darstellung seiner Werke ; Ein Bildungsbuch für junge Tonkünstler. Erfurt, in der Henningschen Buchhandlung, 1803.
- Euridane, die Tochter der Hölle. Eine Pfaffen- und Geistergeschichte. 3 Bände. Hamburg 1803.
- Der schwarze Jonas, Kapuziner, Räuber und Mordbrenner. Ein Blutgemälde aus der furchtbaren Genossenschaft des berüchtigten Schinderhannes. Aus seinem Inquisitions-Protokoll gezogen. Erfurt 1803. Neudruck mit einem Vorwort von Hans-Friedrich Foltin: Hildesheim 1972, ISBN 3-487-08003-6.
- Sirius, oder Schwärmereyen durch die Thäler der Jugend und Amarantenhaine der Liebe im Augustmonat der Fantasie. 1803.
- Bohömann, geheimer Oberer und Haupt der asiatischen Brüder. 1804 (Fortsetzung des Sirius).
- Die Meuchelmörderin, nebst der Beichte ihrer Sünden. Aus den Papieren der Giftmischerin U****s. Ein wahrer Roman, von ihr selbst geschrieben. Berlin 1804.
- Erfurt in seinem höchsten Glanze während der Monate September und Oktober 1808. 2 Bände. 1808, Neudruck: Ulenspiegel, Erfurt u. Waltershausen 2008, ISBN 978-3-932655-33-3.
- Galerie der berühmtesten Tonkünstler des 18. und 19. Jahrhunderts. 2 Bände. 1810.
  - Band 1: Mozart, Haydn, Rudolf Zumsteeg, Karl von Dittersdorf (Digitalisat).
  - Band 2: Cherubini, Giovanni Paisiello, Domenico Cimarosa, Peter Winter, Friedrich Heinrich Himmel (Digitalisat).